# Radnorshire
Il Radnorshire o, in lingua gallese come Sir Faesyfed, è una contea tradizionale del Galles.

## Geografia
Confina a nord col Montgomeryshire e lo Shropshire, ad est con l'Herefordshire, a sud con il Brecknockshire e a ovest con il Cardiganshire.